# 奇跡
神迹或者奇迹或者聖迹是指无法用人们的常识所解释的而归于神的作为的一些现象，也就是来自超然力量的作为。在许多宗教典籍中，都有各种各样神迹的记载，这些记载或者用来显示神的能力，或者用来保护某一个或者某一群特定的人。对于神迹，无神论者并不相信，因为一些神迹可以用现代科学解释。

## 詞源
英语中為“miracle”，来自于希腊语dy′na·mis，字面意思是“力量”，也有能力、异能的意思。

## 不同宗教
《宗教百科全书》解释，佛教、基督宗教和回教的创立者对奇迹有不同的看法：“这些宗教的历史不容错辨地证明，奇迹和关于奇迹的传说一直是宗教信仰不可分割的一部分。” “佛陀本身有时也施行奇迹”。后来“佛教传入中国，传道的人也经常展现神奇的力量”。
这本书谈到了几个奇迹，然后做出结论说：“也许你不能完全接受这些奇迹传说，但是虔诚的作者无疑是怀着好意，想荣耀佛陀才会写下这些传记，说他能赐给热心的跟从者奇迹般的力量。” 对于伊斯兰教，这本书评论：“伊斯兰社会里的大部分人一直期待奇迹发生。回教故事文獻中描绘穆罕默德在很多场合公开行过神迹。……甚至在圣人死后，人们仍相信他们会为了信徒而在坟墓施行神迹，还会虔诚地求圣人为信徒们代祷。”
一些人认为，《圣经》说耶稣或以前先知所施行的神迹是事实。但也有很多人认同新教宗教改革家马丁·路德的看法。《宗教百科全书》引述说：“路德和喀爾文都写道，奇迹的时代已结束了，不该再期待奇迹发生。”这本书还说，天主教会仍然相信奇迹，“但是对奇迹如何发生不加辩解，實在的告訴你們，同意與詞本身發揮想像力吧！”。可是，“新教的学术团体则逐渐相信，基督教的信仰在很大程度上是一种道德观。上帝也好，灵界也好，都不会大幅度接触或影响现实的人类生活”。

## 天主教會的認可
天主教會認可神跡，是指由天主教會官方認可的，是直接或間接的「天主所為」的事件。
天主教會本身有一套程序認可奇蹟。宗座法（英語：pontifical law）對證明神蹟有規定。
如果是醫治疾病相關的神蹟，要證明治療相關的奇蹟，必須滿足封聖部（英語：Dicastery for the Causes of Saints）規定的要求，這些要求包括：
- 疾病必須無法治癒，或者推估未來情況非常差；且
- 必須有醫療機構見證並記錄；且
- 必須是身體上的器官的疾病（英語：organic disease），即排除心理及精神疾病，以及其他因心理或精神狀況導致的身心症；且
- 患者未有接受任何可能導致康復的治療； 且
- 必須是立即突然康復，且必須完全恢復，而非純粹症狀消退；且
- 治療必須是持久且明確的，不能短期康復後復發。

根據天主教會規定，一個人要被天主教會封聖，其中一項條件是，必須經歷過兩次或以上被教會認可的神跡。

### 近代及現代
- 德蘭修女曾施行神蹟醫治病人。[5]
- 前教宗若望保祿一世透過禱告治癒患者。 [3]
- 花地瑪聖母事件。
- 露德聖母事件。

## 基督教圣经記載
在基督教圣典《圣经》中，记载了很多的神迹，《四福音书》中记载了耶稣所施行的35个神迹；除了预言、律法、历史和诗歌之外，《旧约圣经》有相当篇幅记载上主为他的子民以色列人所行的神迹，或者他通过先知、先见所行的神迹。这里的很多记载都是超自然现象，是无法用常识和科学来解释。

### 可能的用意
- 大自然就是“神蹟”
“神蹟”原文有“奇妙的事實”之意，是神藉著祂的能力所彰顯的作為。其中與人類關係最密切的就是神所創造的大自然，因祂創造天地萬物，又創造了亞當和夏娃，大自然這偉大的創造就是神蹟。[7]
- 狹義“神蹟”的意義
神蹟是吸引人認識神的一種記號。今日世人稱為神蹟的，多指超乎自然和科學的事蹟，亦即人的智慧能力所作不到的事或左右大自然定律的事。但在基督教觀點，所謂神蹟須是舊約中神（可能透過人）所行的奇事；至於藉著邪靈魔鬼的力量所行之超人力作為，僅能稱為“異能”，奇事或“假神蹟”，不可稱為神蹟，因為不是神/上帝/天主所行的事蹟[8]。

### 控制自然
- 日月停止：

1. 當約書亞與五王聯軍爭戰時，他祈求神叫日月停止，好殺敗敵人；結果日頭停在空中约一日多久。[9]
2. 希西家王重病將死，流淚祈求神延壽，神垂聽醫治，加他十五年歲數，又賜一個兆頭讓日晷上的影子後退十度。[10]

- 使水分開：

1. 以色列民出埃及來到紅海邊，前有大海，後有追兵，神侍摩西以舉杖為號，便使紅海的水分開，讓百姓走海底而得救，又使海水淹沒敵人。[11]
2. 當以色列人经过40年在旷野的流浪生活后，终于由约书亚带领來到約旦河邊，正值约旦河汛期，河水漲過量兩岸，上主叫河水停在亞當城，立起成壘，使百姓順利走過河底，到達應許之地。[12]

#### 人間
- 烈火窟中不受傷：但以理的三個朋友，因信仰堅定而不拜金像，虽被扔進七倍高温的火窟中，但神保佑毫不損傷。[13]
- 疾病殘廢得醫治：耶穌和使徒藉神的能力醫治病人的神蹟很多，如醫治癱瘓、血漏、瘸腿、瞎眼、熱病、大痲瘋、駝背、手枯乾等等。
- 趕出附身的邪灵：耶穌能驅逐惡鬼，如啞吧鬼，污鬼癲癇鬼等等被鬼附身的人。
- 死人復活：圣经记载了9次复活事件，先知以利亚，以利沙，耶穌和使徒彼得及保羅都行過此大神蹟。[14]
- 领受聖靈：20世纪兴起的五旬节派和灵恩派认为，禱告受聖靈能“說方言”（Glossolalia）是誠心信主的人的體驗，藉聖靈的力量革除惡習，克制情慾，行善行人，結出聖靈佳果。

## 不同的觀點
有些基督徒，包括一些神职人员，怀疑圣经提到的奇迹并不是事实。比方说，圣经《出埃及記》第3章参谈到焚而不毁的荆棘丛。《圣经其实怎样说》一书解释，许多德国神学家不认为这是原原本本的一场神迹。相反，他们说，“这象征着摩西内心的痛苦挣扎”。“火焰还可以看成是神显现的阳光下，突然盛开的花朵。”
無神論者不認為神是存在的，自然沒有神的行為，亦即沒有神蹟。神蹟的發生，只是人類由於蒙昧和誤解而產生的。而且，他們認為不少神蹟是被別有居心的人創造的。事實上，許多懷疑主義者亦認為神蹟極有可能用魔術手法人為製造，例如各種偽氣功、騙術等；至於治病方面的神蹟，也是安慰劑效應、原來的疾病診斷屬於誤診(包括比較輕微疾病誤診成嚴重疾病，或可以自癒或可以治癒的疾病誤診成不可治療的疾病、或比較容易自癒或治癒的疾病誤診成極難治癒的疾病)、謠傳、造假等因素造成的。
主流科學界認為，神蹟與奇蹟，特別是涉及信仰治療或祈禱治療等神蹟與奇蹟，只能提供軼事證據。而在正式的科學界認可的試驗，如雙盲實驗，隨機對照實驗，一般都無法顯示出有信仰治療的奇蹟效果，因此被科學界視為偽科學。